# 원주시립교향악단
원주 시립 교향악단(原州市立交響樂團, Wonju Philharmonic Orchestra)은 강원특별자치도의 대표적인 관현악단이다. 1997년 3월에 명예 음악감독과 수석지휘자로 각각 임헌정과 정치용을 영입해 창단되었다. 주요 공연장은 백운아트홀과 치악예술관이다.

## 역대 상임지휘자
- 제1대 박영민 (2011 ~ 2014)
- 제2대 김광현 (2015 ~ 2021)
- 제3대 정주영 (2022~ )